# Isochromodes bellona
Isochromodes bellona là một loài bướm đêm trong họ Geometridae.